# Mercado de Pettah
El Mercado de Pettah es un mercado abierto en el barrio de Pettah, en la ciudad de Colombo, Sri Lanka.
La entrada al mercado de Pettah está marcada formalmente por un monumento elevado en el centro de una rotonda, conocido como la Torre del Reloj Khan, que fue construida por la familia de Framjee Bhickajee Khan, una familia parsi eminente de Bombay, que solía tener intereses comerciales sustanciales en el país y que también poseyó la Colombo Oil Mills.
El Antiguo Ayuntamiento y Museo de Colombo, que fue construido por el prominente musulmán Arasi Marikar Wapchie Marikar, se encuentra en la Puerta del Kayman, así llamada porque los holandeses tenían cocodrilos en el Lago Beira para evitar que sus esclavos se escaparan. Hoy en día, el edificio alberga una oficina de correos en la planta baja y un museo en la planta superior. En el exterior hay una exposición de máquinas de vapor antiguas.
El edificio más reconocible en el mercado de Pettah es la Mezquita Jami Ul-Alfar, también conocida como Mezquita Roja, que fue construida en 1909.
La mayoría de los negocios en Pettah están regentados por comerciantes musulmanes, que se especializan en tiendas de oro y joyas.